# آلية (فلسفة)
الآلية هي الاعتقاد أن الكليات الطبيعية (مبدئيًا الأشياء الحية) مماثلة للآلات المعقدة أو الأدوات، ومكونة من أجزاء تفتقد لأي علاقة فعلية مع بعضها.

تأتي عقيدة الآلية في الفلسفة بشكلين مختلفين. كلا الشكلين هما عقائد في الميتافيزيقيا، لكنهما مختلفان في المدى والتطلعات؛ الأول يعبر عن نطاق كوني وهو الطبيعة، والثاني عقيدة محلية تعبر عن البشر وعقولهم والتي يُتنارع عليها بشدة. للتوضيح، قد نميز تلك العقيدتين على أنهما آلية كونية وآلية أنثروبية:
«لا يوجد معنى ثابت لكلمة آلية في تاريخ الفلسفة. في الأصل، كانت المصطلح يعني النظرية الكونية التي تعزو الحركة والتغيرات في العالم إلى قوة خارجية. في هذه الرؤية تُعد الأشياء المادية سلبية بحتة، بينما بالنسبة للنظرية المعاكسة (أي الدينامية) تمتلك الأشياء المادية نوع من مصادر الطاقة الداخلية التي تفسر نشاط كل منها وتأثيره عل مسار الأحداث، ومع ذلك خضعت هذه المعاني للتعديل. غالبًا ما تم تجاهل سؤال ما إذا كانت الحركة مكونًا موروثًا للأجسام أو تُوصل إليها عن طريق طرف خارجي. بالنسبة لكثير من علماء الكونيات فإن الميزة الجوهرية للآلية هي المحاولة لتخفيض كل الكميات والأنشطة إلى وقائع كمية أي إلى كتلة وحركة. لكن تعديلًا لاحقًا طرأ. تلاحظ الأجسام الحية، كما معروف عنها جيدًا، صفات مميزة معينة لا يوجد لها نظير في المادة غير الحية. تسعى الآلية للذهاب أبعد من هذه المظاهر. تسعى إلى تفسير كل الظواهر الحيوية بصفتها حقائقًا فيزيائية وكيميائية؛ سواء كانت هذه الحقائق قابلة للاختزال إلى كتلة وحركة أم لم تكن فهذا سؤال آخر، رغم أن مناصري مفهوم الآلية يميلون إلى تفضيل هذا الاختزال. لم تعد النظرية المعارضة للآلية البيولوجية هي الدينامية، بل هي الحيوية أو النيوحيوية، والتي تقول إن كل الأنشطة الحيوية لا يمكن تفسيرها، ولن تُفسر من قبل القوانين التي تحكم المادة غير الحية».
-الآلية في الموسوعة الكاثوليكية (1913).

## الآلية الكونية
العقيدة القديمة، وهنا تُدعى الآلية الكونية، هي الفلسفات القديمة المرتبطة بقرب مع المادية والاختزالية، لا سيما تلك المتعلقة بمناصري مفهوم الذرية وإلى مدى أبعد الفيزياء الرواقية. يقولون إن الكون يُختزل إلى مبادئ ميكانيكية تامة، أي الحركة وتصادم المادة. لاحقًا اعتقد مناصرو مفهوم الميكانيكية أن إنجازات الثورة العلمية أظهرت أن كل الظواهر يمكن تفسيرها من خلال القوانين الميكانيكية والقوانين الطبيعية التي تحكم الحركة وتصادم المادة التي تملي ذهابًا شاملًا نحو الحتمية؛ إذا أمكن تفسير كل الظواهر بصورة تامة من خلال حركة المادة تحت قوانين الفيزياء الكلاسيكية، لذا فمن المؤكد جدًا أن تحتم عقارب الساعة أنها ستصل الساعة الثانية بعد ساعة واحدة من وصولها إلى الساعة الواحدة، يجب تحديد كل الظواهر سواء كانت من الماضي أو الحاضر أو المستقبل. (إحدى التضمينات الفلسفية للميكانيك الكمومي الحديث أن وجهة النظر هذه لا يمكن الدفاع عنها).

صاغ الفرنسي بيير سيمون دو لابلاس المؤيد لمفهوم الآلية والحتمية هذا التضمين الراسخ لتلك الأطروحة من خلال قوله:
«قد ننظر للحالة الحاضرة للكون على أنها أثر الماضي وسبب المستقبل. يعلم العقل في لحظة معينة أن كل القوى التي ترسم طبيعة والمواقع المتبادلة للكائنات التي يتألف منها، إذا كان هذا العقل شاسعًا كفايةً ليلحق البيانات بالتحليل، ويتكثف إلى صيغة وحيدة لحركة أكبر الأجسام في الكون ولأصغر الذرات؛ بالنسبة لهذا العقل لا يوجد شيء غير مؤكد والمستقبل كما الماضي سيكون حاضرًا أمام عينيه».
-بيير سيمون لابلاس، مقال فلسفي عن الاحتمالات.
توجد أول وأشهر التعريضات للآلية الكونية في المقاطع الافتتاحية في كتاب الليفياثان الذي كتبه توماس هوبز (1651). قليلًا ما يُقدر أن رينيه ديكارت كان مؤيدًا مخلصًا لمفهوم الآلية، لكن اليوم، في فلسفة العقل، نتذكره لتقديم معضلة العقل-الجسد من خلال الثنائية ومفهوم الفيزيائية.

كان ديكارت مناصرًا لمفهوم ثنائية المادة، وحاجج أن الواقع مكون من نوعين مختلفين جذريًا من المادة؛ المادة الممتدة على طرف والعقل غير المادي على الطرف الآخر. حاجج ديكارت أن الشخص لا يمكنه تفسير العقل الواعي من خلال الديناميات المكانية للأجزاء الآلية للمادة التي تتصادم مع بعضها. مع ذلك، كان فهمه للبيولوجيا آليًا عميقًا بطبيعته:
«أود أن تفكر في أن هذه الوظائف (بما في ذلك العاطفة والذاكرة والخيال) تنبع من مجرد ترتيب لأعضاء الآلة بشكل طبيعي تمامًا مثل حركات الساعة أو الآليات ذاتية التشغيل الأخرى التي تتبع ترتيب الأوزان المضادة لها والعجلات». (ديكارت، رسالة في الإنسان، ص 108).
كان عمله العلمي مرتكزًا على الفهم الآلي التقليدي أن الحيوانات والبشر هم آليات ذاتية التشغيل تتبع مفهوم الآلية. تحفزت ثنائية ديكارت من خلال الاستحالة الظاهرة أن تتمكن الديناميات الميكانيكية من إخضاع التجارب العقلية.
بشر إسحاق نيوتن بقبول أضعف بكثير للآلية التي تتسامح مع الفعل المضاد، والذي لا يمكن تفسيره حتى ذلك الوقت، على مسافة من الجاذبية. ومع ذلك، يبدو أن عمله تنبأ بنجاح بحركة الأجرام السماوية والأرضية وفقًا لهذا المبدأ، ومع ذلك حمل جيل الفلاسفة الذين استلهموا من مثال نيوتن راية الآلية. وكان من بين هؤلاء الفلاسفة الفرنسيون مثل جوليان أوفراي دي لا ميتري ودينيس ديدرو.

## الآلية الأنثروبية
إن الأطروحة في الآلية الأنثروبية ليست أنه يمكن شرح كل شيء بالكامل من خلال المصطلحات الميكانيكية (على الرغم من أن بعض مناصري مفهوم الآلية الأنثروبية قد يؤمنون بذلك أيضًا)، بل بالأحرى أن كل شيء عن البشر يمكن تفسيره بالكامل بمصطلحات ميكانيكية، وبالتأكيد يمكن تفسير كل شيء عن الساعات أو محرك الاحتراق الداخلي بمصطلحات ميكانيكية.
إحدى العقبات الرئيسية التي واجهتها جميع النظريات الآلية هي تقديم تفسير آلي للعقل البشري. على سبيل المثال، أيد ديكارت الثنائية على الرغم من تأييده لمفهوم آلي تمامًا للعالم المادي لأنه جادل بأن الآلية ومفهوم العقل غير متوافقين منطقيًا. من ناحية أخرى، تصور هوبز العقل والإرادة على أنهما آليتان بحتان، يمكن تفسيرهما تمامًا من حيث تأثيرات الإدراك والسعي وراء الرغبة، وهو ما اعتبره بدوره قابلًا للتفسير تمامًا من حيث العمليات المادية الجهاز العصبي. بعد هوبز، جادل مؤيدو مفهوم الآلية الآخرون من أجل تفسير آلي شامل للعقل، مع إحدى أكثر التعريضات المؤثرة والمثيرة للجدل للمذهب الذي قدمه جوليان أوفراي دي لا ميتري في كتابه رجل آلة (1748).
النقاط الرئيسية للنقاش بين مناصري مفهوم الآلية الأنثروبية ومناهضي مفهوم الآلية مشغولة بشكل أساسي بموضوعين: العقل -الوعي، على وجه الخصوص- والإرادة الحرة. يجادل المناهضون لمفهوم الآلية بأن الآلية الأنثروبية لا تتوافق مع حدسنا المنطقي؛ في فلسفة العقل يجادلون أنه إذا كانت المادة خالية من الخصائص العقلية، فإن ظاهرة الوعي لا يمكن تفسيرها من خلال المبادئ الآلية التي تعمل على المادة. في الميتافيزيقيا يجادل مناهضو مفهوم الآلية بأن الآلية البشرية تشير إلى الحتمية حول الفعل البشري، والتي تتعارض مع تجربتنا مع الإرادة الحرة. من بين الفلاسفة المعاصرين الذين جادلوا في هذا الخصوص نورمان مالكولم وديفيد تشالمرز.